# Anna Schmidt (Frauenrechtlerin)
Anna Schmidt (geboren am 15. Mai 1837 in Breslau; gestorben am 22. November 1908 in Leipzig) war eine deutsche Lehrerin und Frauenrechtlerin.

## Leben
Hulda Emilie Anna Selma Elisabeth Clara Schmidt war die zweitjüngste Tochter des preußischen Artilleriehauptmanns Friedrich Schmidt und dessen Frau Emilie Schmidt, geborene Schöps. Die Eltern ermöglichten allen Geschwistern eine gute Berufsausbildung: Die älteren Brüder Julius und Maximilian wurden Jurist beziehungsweise Polizeioffizier; Auguste und Anna wurden Lehrerin; die jüngste Schwester Clara studierte Gesang. Die älteste von vier Schwestern, Marie, starb bereits als Kind.
Anna Schmidt besuchte, wie ihre Schwester Auguste vor ihr, erfolgreich das Posener Lehrerinnenseminar. 1855 übernahm Auguste die Leitung der Latzelschen höheren Privattöchterschule in Breslau, und ermöglichte dort auch Anna den Einstieg in die Tätigkeit als Lehrerin. Später gab Auguste die Schulleitung wieder ab und war ab 1861 in Leipzig tätig, während ihre Familie, auch Anna Schmidt selbst, in Breslau blieb. Erst im Jahr 1863 zogen auch Anna, Clara und die Mutter gemeinsam nach Leipzig zu Auguste; dort blieb die durch den Zusammenzug gestärkte Familie dann ansässig und wurde gesellschaftlich aktiv. Die Schwestern Schmidt waren im März 1865 Gründungsmitglieder des Leipziger Frauenbildungsvereins (FBV) und im Oktober 1865 Gründungsmitglieder des Allgemeinen Deutschen Frauenvereins (ADF). Anna konzentrierte ihre Tätigkeiten erst auf den FBV, wirkte aber wie Auguste und Clara in den folgenden Jahrzehnten in allen Leipziger Frauenvereinen mit.
Sie heiratete am 24. April 1865 ihren Vetter, den ehemaligen preußischen Hauptmann Carl Rudolph Richard Schmidt (1828–1870). Das Paar zog nach Paris, als er Beamter im Credit Foncier de France wurde. Anna hielt aber stets den Kontakt mit der Familie und den Mitstreiterinnen in Leipzig aufrecht. Nach dem Tod ihres Mannes kehrte Anna Schmidt aus Paris nach Leipzig zurück und nahm ihre Lehrtätigkeit für Deutsch, Französisch, Rechnen und Zeichnen am Steyberschen Erziehungsinstitut wieder auf, das nach dem Tod von Ottilie von Steyber nun durch Auguste geführt wurde. 1880 fertigte Anna ein Ölgemälde von Auguste Schmidt an. Anna Schmidt betätigte sich auch in Verwaltungsaufgaben der Schule und wurde ab 1888 aktiv im neu gegründeten Leipziger Lehrerinnenverein, dessen Ehrenmitglied sie später blieb. Sie hatte einen Ruf als genaue und strenge Erzieherin mit Sinn für Finanzen erworben und wurde daher gemeinsam mit Auguste 1885 mit der Testamentsvollstreckung des Ehepaares Ferdinand und Luise Lenz aus Bern betraut, welche dem ADF ein Kapital von 600.000 Reichsmark vermacht hatten. Anna Schmidt baute darum die Ferdinand-und-Luise-Lenz-Stiftung auf und musste zugleich die weiteren Erbberechtigten vor allem in der Schweiz auszahlen: dieser Auftrag zog sich bis 1906 hin. Sie schied vor 1892 aus dem Schuldienst aus und genoss mit ihren Schwestern ein gemeinsames Erholungsjahr in Italien.
In den 1890ern verstärkte sich Schmidts Vereinstätigkeit: Anna Schmidt war bis 1893 Kassenrevisorin im ADF und übernahm dann die Verwaltung der Hilfs- und Darlehenskasse des 1892 gegründeten Leipziger Frauengewerbevereins. Dort gab sie ab 1893 Abendkurse für Geschäftskunde und Französisch. 1895 wurde dieses Angebot durch „Einfache Handelskurse“ und ab 1900 durch „Höhere Handelskurse“ ergänzt. Im Gebäude des Frauengewerbevereins organisierte sie eine Verkaufsstelle für Artikel aus weiblicher Heimarbeit, eine Waschstube, Nähkurse, sowie 1895 eine neue Bibliothek. 1902 erreichte sie die Einrichtung eines Wohnheims für berufstätige junge Frauen, in einem Gebäude des Verlegers und Unterstützers Max Abraham (Edition Peters), wo sie auch bereits eine Stellenvermittlung für weibliches Ladenpersonal aufgebaut hatte. Sie war ferner die treibende Kraft im „Allgemeinen Deutschen Verein für Hausbeamtinnen“ und baute auch hierfür eine Stellenvermittlung auf, die sogar deutschlandweit tätig wurde. Gemeinsam mit Louise Pache suchte sie eine persönliche Audienz beim Kultusminister in Berlin und erreichte so die Aufnahme von Mitgliedern des Hausbeamtinnen-Vereins in die staatliche Invaliden- und Altersversicherung.
Nach dem Tod ihrer Schwester Auguste 1902 trat Anna dann in den ADF-Vorstand ein. 1905 erkrankte Anna Schmidt und musste sich aus der Vorstandsarbeit des Hausbeamtinnen-Vereins zurückziehen, auch wenn sie dort Ehren-Vorstandsmitglied blieb. Auch aus dem ADF-Vorstand und dem Verwaltungsrat der Lenz-Stiftung zog sie sich 1906 zurück. Ihr 70. Geburtstag 1907 wurde in Leipzig breit gewürdigt; im folgenden Jahr starb sie an ihrer Krankheit. Ihre Urne wurde im Grab der Schwester Auguste Schmidt auf dem Neuen Johannisfriedhof beigesetzt. 1909 wurde dann ihrem Frauengewerbeverein der Rang einer Handelsschule („Handelsschulabteilung des Frauen-Gewerbe-Vereins zu Leipzig“) gewährt. Es bestand ferner eine „Anna-Schmidt-Stiftung“ zur Unterstützung von Schülerinnen.